# Bogna Janke
Bogna Joanna Janke (Białystok, 9 de julho de 1973) é uma diplomata polaca, Embaixadora da República da Polónia no Brasil (2023–2024).